# Rambla de Palma
La Rambla es un importante paseo de la ciudad española de Palma de Mallorca, en las Islas Baleares. Fue construido por donde anteriormente circulaba el torrente de la Riera, que fue desviado al actual paseo Mallorca.

## Descripción
El paseo comienza en la intersección de la calle de los Olmos, la Vía Roma y la calle Barón de Pinopar y acaba cerca del teatro Principal, en las escaleras que suben hacia la plaza Mayor. Al igual que en la Rambla de Barcelona, consta de un paseo peatonal central y de dos carriles para el tránsito a cada lado del paseo, uno para cada sentido de la circulación. También, como en Barcelona, en el paseo hay una decena de kioscos, pertenecientes al Ayuntamiento, que se encuentran en régimen de concesión para vender plantas y flores.

## Historia
Durante la guerra civil española, después de que Palma quedase bajo control de las fuerzas sublevadas y de las milicias fascistas italianas, a iniciativa del jerarca fascista italiano Arconovaldo Bonaccorsi se renombró la Rambla como Vía Roma, y la adornó con estatuas de Águilas romanas. Continuaría manteniendo este nombre durante más de cuatro décadas, hasta poco después del final de la dictadura franquista, cuando recuperó su nombre original. Sin embargo, una posterior prolongación de la Rambla también adoptó el nombre de "Vía Roma" y hasta la actualidad ha conservado ese nombre.
En 1998 fue renombrada como Rambla de los Duques de Palma de Mallorca, en honor a Cristina de Borbón y Grecia y su esposo Iñaki Urdangarin, a quienes el rey Juan Carlos I había concedido un año antes el título de duques de Palma de Mallorca con motivo de su enlace matrimonial. Sin embargo, en enero de 2013 se hicieron públicos —en el marco de la investigación del Caso Nóos— unos correos electrónicos en los que el duque consorte bromeaba de manera soez sobre su título. El Ayuntamiento de Palma de Mallorca consideró sus palabras como una falta de respeto hacia los palmesanos y el día 30 de ese mismo mes aprobó por unanimidad la recuperación del topónimo «La Rambla» y pidió a Urdangarin que evitara el uso de su título. El 8 de febrero, el Ayuntamiento de Palma colocó las nuevas placas de La Rambla en las que se eliminó el nombre de los duques.